# Skydebjerg Sogn
Skydebjerg Sogn er et sogn i Assens Provsti (Fyens Stift). Da Årup Kirke blev indviet i 1903, blev Aarup et kirkedistrikt i Skydebjerg Sogn. I 1969 blev Årup Kirkedistrikt udskilt fra Skydebjerg Sogn som det selvstændige Årup Sogn.
I 1800-tallet var Orte Sogn anneks til Skydebjerg Sogn. Begge sogne hørte til Båg Herred i Odense Amt. Skydebjerg-Orte sognekommune blev ved kommunalreformen i 1970 indlemmet i Aarup Kommune, som ved strukturreformen i 2007 indgik i Assens Kommune.
I Skydebjerg Sogn ligger Skydebjerg Kirke.
I sognet findes følgende autoriserede stednavne:
- Bremerholm (bebyggelse)
- Ellekær (bebyggelse)
- Gavnby (bebyggelse)
- Lindebjerg (bebyggelse)
- Moselund (bebyggelse)
- Møllegyden (bebyggelse)
- Skydebjerg (bebyggelse, ejerlav)
- Skydebjerg Lunger (bebyggelse)
- Skydebjerg Torp (bebyggelse)